# Internet 0
Internet 0 (internet cero) es un nivel o capa física de baja velocidad diseñada con el fin de asignar “direcciones IP sobre cualquier cosa”. Fue desarrollado en el Centro de Bits y Átomos del MIT por Neil Gershenfeld, Raffi Krikorian y Danny Cohen. Cuando se inventó, se estaban barajando algunos otros nombres, y se nombró así para diferenciarlo del “internet 2” o internet de alta velocidad. El nombre fue elegido para enfatizar que se trataba de una tecnología lenta, pero al mismo tiempo, barata y útil. Fue acuñado por primera vez, durante el desarrollo del Media House Project que desarrolló el grupo Metapolis y el Media Lab del MIT inaugurado en Barcelona el 25 de septiembre de 2001, y dirigido por Vicente Guallart y Neil Gershenfeld.
Este sistema habilita una plataforma de computación ubicua, es decir, acerca el concepto de internet de las cosas puesto que por ejemplo, en una oficina todos los objetos podrían estar sujetos al control común por medio del internet 0, que se encargaría de recopilar información y mostrársela al usuario en cuya mano estaría tomar la decisión de qué hacer. En el prototipo desarrollado, las cosas se podían conectar entre ellas a partir de una estructura espacial, que incluía la estructura física, una red de datos y una red eléctrica.
En el internet 0 las etiquetas RFID son un paquete físico que forman parte de la red y el usuario puede comunicarse con ellas compartiendo datos. De este modo se puede extraer información y actuar conforme a los datos extraídos.

## Historia
Internet 0 comenzó originalmente como un apoyo para otros proyectos de ingeniería del MIT. Nació como una red entre edificios para mejorar la eficiencia y reunir información mediante el control de sistemas HVAC (calefacción, ventilación y aire acondicionado).
El protocolo funciona correctamente en una amplia variedad de medios de comunicación. Su  utilidad interesó a algunos teóricos que vieron en este sistema un interés comercial.
La simple y barata implementación llama la atención de estudiantes y aficionados. Las más comunes son software en pequeños microcontroladores y transistores, para enviar información, y condensadores para aislar el transmisor y el receptor. El conector se convierte literalmente en el mayor gasto del sistema de comunicación. Este tipo de tecnología puede ser embebida en muchos dispositivos para permitir la recopilación de datos y el control de objetos a través de internet – precisamente puede conformar el internet de las cosas.
El despliegue actual más grande de internet 0 se realizó en la Exhibición Bienal de Arquitectura de Venecia, en el año 2008, por un grupo liderado por el Instituto de Arquitectura Avanzada de Cataluña, que estaba siendo dirigido por el valenciano Vicente Guallart.

## Teoría
La idea que hay tras el concepto de Internet 0 es de proporcionar una capa física de propósito general que funciona muy bien en muchos medios. Como tal, es muy similar al código Morse. Lógicamente, esta es una aplicación recursiva del principio de Internet (un protocolo ubicuo) al nivel 1 de la red. La modulación de pulso-posición del Internet 0 funciona mejor a través del cable, aunque para el resto de los medios no supone ningún inconveniente; se ha probado sobre radiofrecuencia, infrarrojo, ultrasonido e incluso en representaciones físicas como códigos de barras impresos y grabados en teclas.
Una de las principales ventajas de este enfoque es que los routers se convierten en algo más simple, ya que están formados solamente por un sensor, un conformador de impulsos y un transmisor.
El acoplamiento de la capa física reutilizable a los protocolos de Internet permite la creación de una red de nodos baratos, además es direccionable al Internet global.

## Requisitos
El propósito del diseño es proporcionar un simple, pero barato, sistema que puede transmitir información lentamente a través de muchos medios, y aun así seguir conectando dispositivos a Internet. La conexión a Internet es una parte crucial del diseño, porque básicamente la importancia del dispositivo radica en su accesibilidad a la red. Las capas más altas del Internet 0 funcionan normalmente mediante los protocolos SLIP (Serial Line Internet Protocol), IP (Internet Protocol), y sobre eso el UDP (User Datagram Protocol) y aunque es más inusual, también aparece el TCP (Transmission Control Protocol).
Las capas de protocolo son elegidas para necesitar un código mínimo para mantener baja la actividad del ordenador. Internet 0 ha sido implementada en pequeños microcontroladores AVR. En muchas de las implementaciones existentes, las capas no son distintas porque los códigos al fin y al cabo son más importantes que el propio diseño del dispositivo.
Un pequeño dispositivo de traducción se enlaza a la red local de Internet 0 y llega a un puerto de serie del PC que actúa como entrada de telecomunicaciones y cortafuegos a Internet.
Los dispositivos pueden comunicarse entre sí sin la necesidad de que haya un servidor. La estructura distribuida asegura que no exista un punto central de fallo o error.
La asignación de direcciones y la inicialización de claves criptográficas se llevan a cabo en ciertas ocasiones mediante el cierre del contacto del dispositivo mientras que al mismo tiempo se emite un mensaje de asignación a través del controlador general. La seguridad en este proceso se basa en el sistema de encriptación.

## Implementación
Internet 0 es similar a un puerto de serie funcionando a 9600 baudios excepto que manda información mediante la modulación pulso-posición y permite hasta un 30% de desviaciones temporales. El medio emite la información y el software del dispositivo receptor se encarga de examinar la dirección IP de los paquetes recibidos, y rechazar aquellos que son indeseados.
Los datos se envían a través del sistema binario, que usa la combinación de bits para conformar bytes. Estos pulsos de bits “cero” y “uno” generan códigos. El doble-pulso funciona como separadores de paquetes y ayuda a la sincronización de los dispositivos, lo que permite que el mensaje pase a transmitirse a menos velocidad (baudaje) y pueda enviarse por los puertos de serie con el protocolo TCP/IP.